# Championnats d'Afrique de lutte 2015
Navigation
Tunis 2014 Alexandrie 2016
Les Championnats d'Afrique de lutte 2015 se déroulent en mai 2015 à Alexandrie, en Égypte.

## Podiums

### Hommes

#### Lutte libre
| Catégories | Or                   | Argent             | Bronze                  |
| ---------- | -------------------- | ------------------ | ----------------------- |
| 57 kg      | Adama Diatta         | Abdelhak Kherbache | Chakir Ansari           |
| 57 kg      | Adama Diatta         | Abdelhak Kherbache | Ebikewenimo Welson      |
| 61 kg      | Abderrahim Sayeh     | Gert Coetzee       | Mohamed Nazih           |
| 61 kg      | Abderrahim Sayeh     | Gert Coetzee       | Ali Ossama Ragab Hassan |
| 65 kg      | Jean-Bernard Diatta  | Daniel Amas        | Bebeto Yewah            |
| 65 kg      | Jean-Bernard Diatta  | Daniel Amas        | Bilal El Ouarraque      |
| 70 kg      | Khalil Ayad Ibrahim  | Mohamed Boudraa    | Yassine Sardi           |
| 70 kg      | Khalil Ayad Ibrahim  | Mohamed Boudraa    | Mohamed Ali Belayech    |
| 74 kg      | Augusto Midana       | Abdou Omar Abdou   | Aziz Boualem            |
| 74 kg      | Augusto Midana       | Abdou Omar Abdou   | Ayoub Braj              |
| 86 kg      | Mohamed Aly Zaghloul | Adem Boudjemline   | Soso Tamarau            |
| 86 kg      | Mohamed Aly Zaghloul | Adem Boudjemline   | Armando Hietbrink       |
| 97 kg      | Ali Hamdi Amin       | Martin Erasmus     | Lounes Bouzid           |
| 97 kg      | Ali Hamdi Amin       | Martin Erasmus     | Cédric Tchouga Nyamsi   |
| 125 kg     | Diaaeldin Kamal      | Hamza Haloui       | Thiaka Faye             |

#### Lutte gréco-romaine
| Catégories | Or                                  | Argent              | Bronze                   |
| ---------- | ----------------------------------- | ------------------- | ------------------------ |
| 59 kg      | Haitham Mahmoud Fahmy               | Salah Sofiane Hamza | Mehdi Messaoudi          |
| 59 kg      | Haitham Mahmoud Fahmy               | Salah Sofiane Hamza | Jan Louwrens Combrinck   |
| 66 kg      | Ibrahim Mahmoud Hamed Hassan Ghanem | Barend Badenhorst   | Ituru Oke                |
| 66 kg      | Ibrahim Mahmoud Hamed Hassan Ghanem | Barend Badenhorst   | Tarek Aziz Benaissa      |
| 71 kg      | Ibrahim Nasser Ibrahim              | Aziz Boualem        | Akrem Boudjemline        |
| 75 kg      | Zied Ait Ouagram                    | Tarek Abdelslam     | Emmanuel Nworie          |
| 75 kg      | Zied Ait Ouagram                    | Tarek Abdelslam     | Abdulai Salam            |
| 80 kg      | Mohamed Mostafa Ahmed               | Khalid Sahli        | Rached Ben Mesbah        |
| 80 kg      | Mohamed Mostafa Ahmed               | Khalid Sahli        | Adem Boudjemline         |
| 85 kg      | Ahmed Mohamed Ibrahim Saad          | Bachir Sid Azara    | Hamza Boumadiene         |
| 85 kg      | Ahmed Mohamed Ibrahim Saad          | Bachir Sid Azara    | Chepin Dan Aura          |
| 98 kg      | Hamdy Abdelwahab                    | Hamza Haloui        | Tiaan van der Merwe      |
| 98 kg      | Hamdy Abdelwahab                    | Hamza Haloui        | Choukri Atafi            |
| 130 kg     | Mohamed Ahmed Abdellatif            | Reda Hinani         | Andries Johannes Schutte |

### Femmes

#### Lutte féminine
| Catégories | Or                       | Argent                 | Bronze                 |
| ---------- | ------------------------ | ---------------------- | ---------------------- |
| 48 kg      | Rebecca Muambo           | Maroi Mezien           | Amira Badr Mahmoud     |
| 53 kg      | Odunayo Adekuoroye       | Isabelle Sambou        | Dorsaf Gharsi          |
| 55 kg      | Rim Ayari                | Rabia Lamalsa          | Joseph Essombe         |
| 55 kg      | Rim Ayari                | Rabia Lamalsa          | Jeanne-Marie Coetzer   |
| 58 kg      | Marwa Amri               | Aminat Adeniyi         | Safietou Goudiaby      |
| 60 kg      | Habiba Tarek Fathi Attia | Edwige Ngono Eyia      | Syrine Issaoui         |
| 63 kg      | Blessing Oborududu       | Haiat Farac            | Berthe Etane Ngolle    |
| 63 kg      | Blessing Oborududu       | Haiat Farac            | Anta Sambou            |
| 69 kg      | Enas Mostafa             | Blandine Metala Epanga | Binta Senghor          |
| 69 kg      | Enas Mostafa             | Blandine Metala Epanga | Zumicke Geringer       |
| 75 kg      | Annabelle Ali            | Refilwe Molongwana     | Haiaratu Marhma Kamara |
| 75 kg      | Annabelle Ali            | Refilwe Molongwana     | Nadia Antar            |

## Tableau des médailles
| Rang  | Nation         | Or | Argent | Bronze | Total |
| ----- | -------------- | -- | ------ | ------ | ----- |
| 1     | Égypte         | 13 | 3      | 3      | 19    |
| 2     | Tunisie        | 2  | 1      | 5      | 8     |
| 3     | Cameroun       | 2  | 2      | 4      | 8     |
| 3     | Nigeria        | 2  | 2      | 4      | 8     |
| 5     | Sénégal        | 2  | 1      | 4      | 7     |
| 6     | Algérie        | 1  | 8      | 4      | 13    |
| 7     | Maroc          | 1  | 3      | 8      | 12    |
| 8     | Guinée-Bissau  | 1  | 0      | 0      | 1     |
| 9     | Afrique du Sud | 0  | 4      | 6      | 10    |
| 10    | Sierra Leone   | 0  | 0      | 2      | 2     |
| 11    | Kenya          | 0  | 0      | 1      | 1     |
| Total | Total          | 24 | 24     | 41     | 89    |